# Courtney Thorpe
Courtney Thorpe, née le 11 juillet 1990 à Brisbane, est Miss Australie 2014. Elle est étudiante mais aussi écrivain. Elle participe au concours Miss Monde 2014 où elle finit dans le Top 5.

## Concours
Elle a remporté le titre de Miss Australie 2014. Elle participe ensuite au concours de Miss Monde 2014 où elle se classe dans le Top 5 et reçoit le titre de Miss Monde Océanie.